# Neoempheria donskoffi
Neoempheria donskoffi är en tvåvingeart som beskrevs av Loïc Matile 1973. Neoempheria donskoffi ingår i släktet Neoempheria och familjen svampmyggor.
Artens utbredningsområde är Kongo. Inga underarter finns listade i Catalogue of Life.